# 金山 (泰安市)
金山，位于中华人民共和国山东省泰安市泰山区境内，金山路北首。是一个在泰山南麓的凌汉峰前孤立的小山丘。金山以北是环山路，以南是擂鼓石大街，以西是金山西街，以东是金山东巷。
古时金山上曾有眼光殿一座，于近代被战火摧毁，日军侵占泰安期间曾于金山建立碉堡，今仍有残存的碉堡遗迹。今天整个金山已建成金山公园，公园内有泰安革命烈士陵园，其中的泰山革命烈士纪念碑是第五批山东省文物保护单位。